# Gaststätte Turmpark

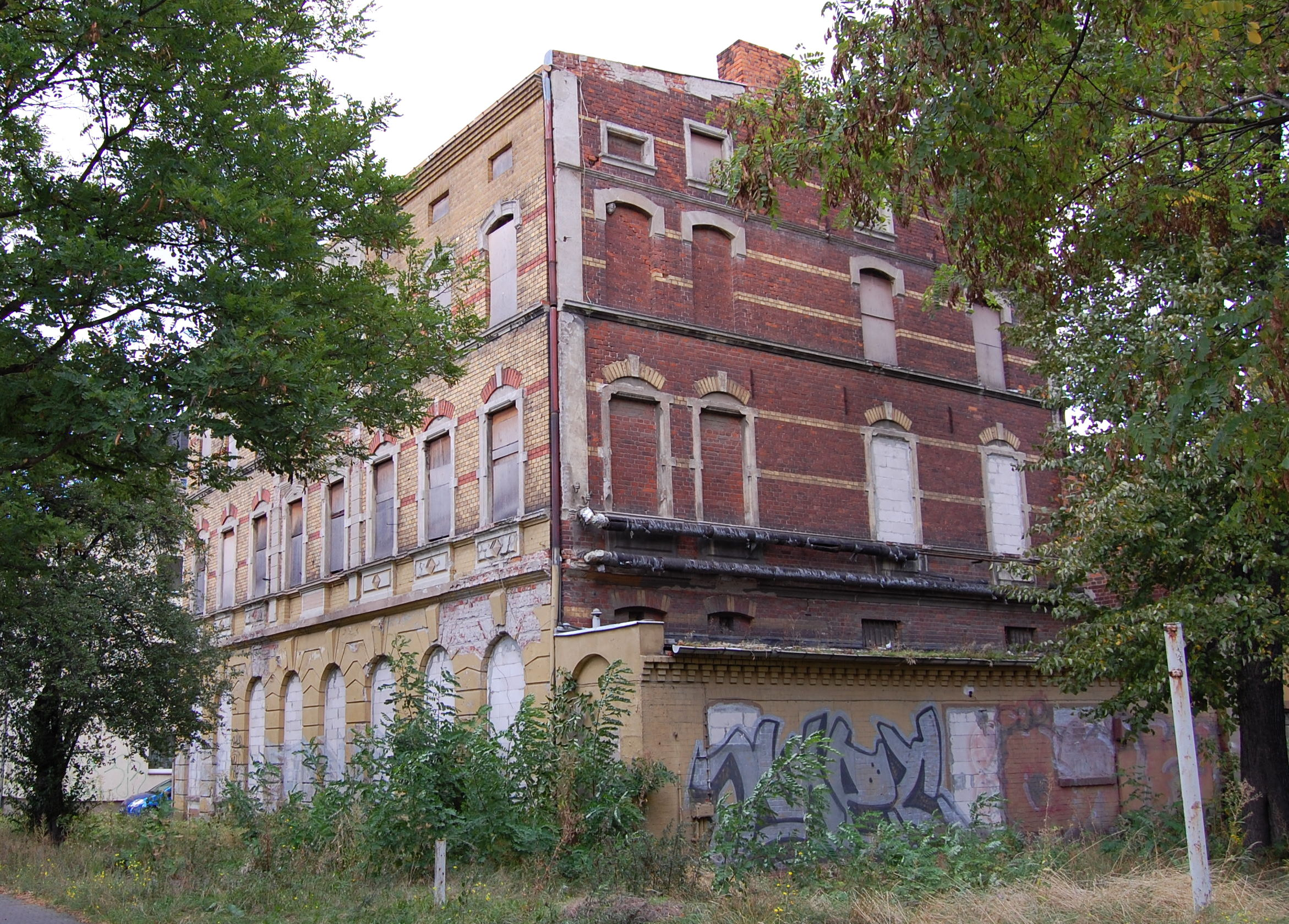
Gebäude der Gaststätte Turmpark, 2009

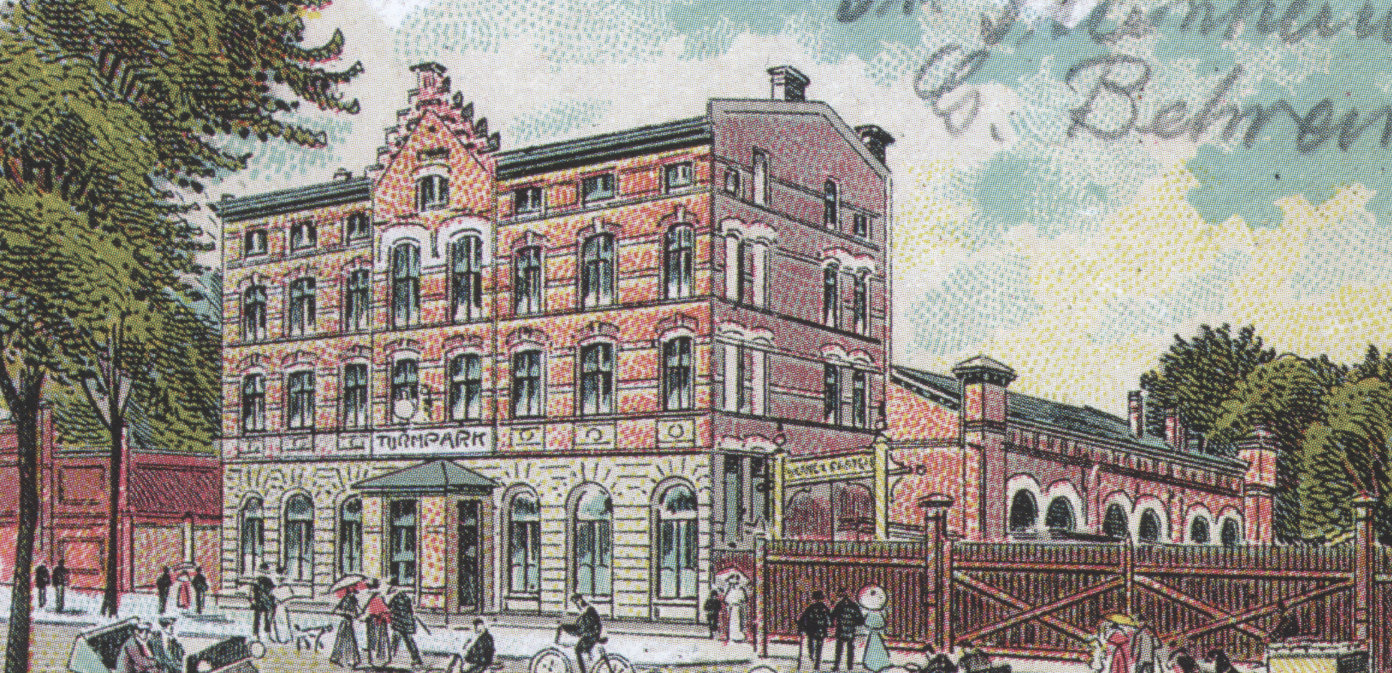
Gaststätte Turmpark auf einer Postkarte von 1904

Die Gaststätte Turmpark ist ein denkmalgeschütztes ursprünglich als Gaststätte genutztes Gebäude im Magdeburger Stadtteil Salbke.

## Architektur und Geschichte

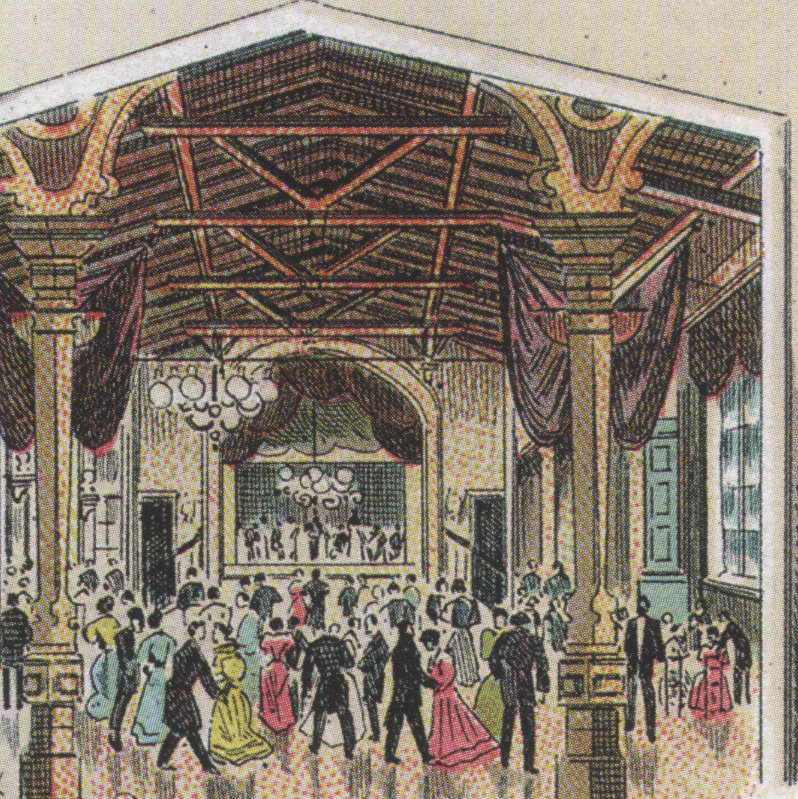
Zeichnung des Festssaals, 1904

Das an der Adresse Alt Salbke 111 befindliche dreigeschossige Gebäude wurde 1894 als Garten-Etablissement gebaut. Bauherr war Ferdinand Wolf, die Bauplanung erfolgte durch den Zimmermeister Wischeropp. Es entstand ein repräsentativer flach gedeckter Ziegelbau, dessen achtachsige Fassade durch Segmentbogenfenster gegliedert wird. Über den beiden mittleren Fensterachsen erhob sich ursprünglich ein kleiner Giebel, der jedoch nicht mehr vorhanden ist. Im Erdgeschoss bestehen, entsprechend der ehemaligen gastronomischen Nutzung, die gesamte Höhe des Erdgeschosses einnehmende Rundbogenarkaden. Das Gebäude verfügte über einen großen Biergarten. Auf der straßenabgewandten Seite entstand der zur Gaststätte gehörende Saal. Die Gastwirtschaft befand sich im Erdgeschoss. In den beiden darüber liegenden Geschossen waren Mietwohnungen untergebracht. Anfang des 20. Jahrhunderts wurde der Name Turmpark geführt. Der Name nahm die Bezeichnung des in unmittelbarer Nähe zu Füßen des Salbker Wasserturms gelegenen Parks auf. Inhaber des Lokals wurde dann ein Fr. Laass.
Ab 1907 wurde das Gebäude dann bereits als Arbeiter-Speisesaal und Konsumlager für die Beschäftigten der auf der anderen Straßenseite gelegenen Eisenbahn-Hauptwerkstatt genutzt, zu der auch der Wasserturm und die etwas weiter nördlich gelegene Siedlung Freundschaftsweg gehörte.
Der Turmpark war Ort von größeren Veranstaltungen. So fand am 2. Januar 1921 im Turmpark die Speisung von 110 Kindern im Zuge amerikanische Hilfsleistungen statt. Zugleich erfolgten Vorträge und Gesangsdarbietungen. Am 23. Januar 1921 trat Oberbürgermeister Hermann Beims und am 18. Februar 1921, im Wahlkampf zu den preußischen Landtagswahlen, Paul Bader (SPD) im Turmpark auf.
Aus dem Gartenlokal und der angebauten Kegelbahn entstand 1947/48 ein Kindergarten des Reichsbahnausbesserungswerkes, der später an die Stadt Magdeburg übertragen und in noch späterer Zeit geschlossen wurde.
Das Gebäude ist heute ungenutzt und stark sanierungsbedürftig. Im Jahr 2015 erfolgten Sicherungsarbeiten.